# Gangsta Lovin’
Gangsta Lovin' – pierwszy singel promujący trzeci album Eve, "Eve-Olution". Stał się jej drugim utworem, który zadebiutował na 2. miejscu listy Billboard Hot 100. Singel również jest jej trzecim, który znalazł się na liście dziesięciu największych przebojów w UK. W utworze wystąpiła gościnnie Alicia Keys. Eve spytana w wywiadzie, czemu akurat wybrała Alicię Keys odpowiedziała: "I love Alicia, I mean I think she’s incredibly talented, and I needed a girl on the song, and why not Alicia Keys?" ("Uwielbiam Alicię, uważam, że jest niesamowicie utalentowana, a potrzebowałam dziewczyny w piosence, więc czemu nie Alicia Keys?") Refren zawiera tekst z "Don’t Stop the Music" Yarbrough and Peoples.

## Lista utworów

### CD
1. "Gangsta Lovin'" (featuring Alicia Keys)
2. "Who’s That Girl?"
3. "Gangsta Lovin'" (instrumental)

### Maxi-CD
1. "Gangsta Lovin'" (featuring Alicia Keys)
2. "U, Me & She"

## Na listach
| Lista (2001)           | Miejsca |
| ---------------------- | ------- |
| UK Singles Chart Chart | 6       |
| U.S. Billboard Hot 100 | 2       |
| United World Chart     | 5       |